# 詹大方
詹大方（11世纪—1148年），宋朝严州（今浙江省建德市东北）人，宋高宗时参知政事。
宋徽宗政和五年（1115年）进士。初为左司谏，宋高宗绍兴十四年（1144年）为右谏议大夫。五月，为御史中丞兼侍讲。十一月，试工部尚书。绍兴十五年（1145年）出知绍兴府。绍兴十七年（1147年）八月，正任工部尚书。绍兴十八年（1148年）八月，詹大方为端明殿学士、签书枢密院事兼权参知政事。同年九月丙午，詹大方卒。
詹大方为权臣秦桧所用的执政官员，被《宋史》评价为“世无一誉”“柔佞易制”。